# Língua capiznon

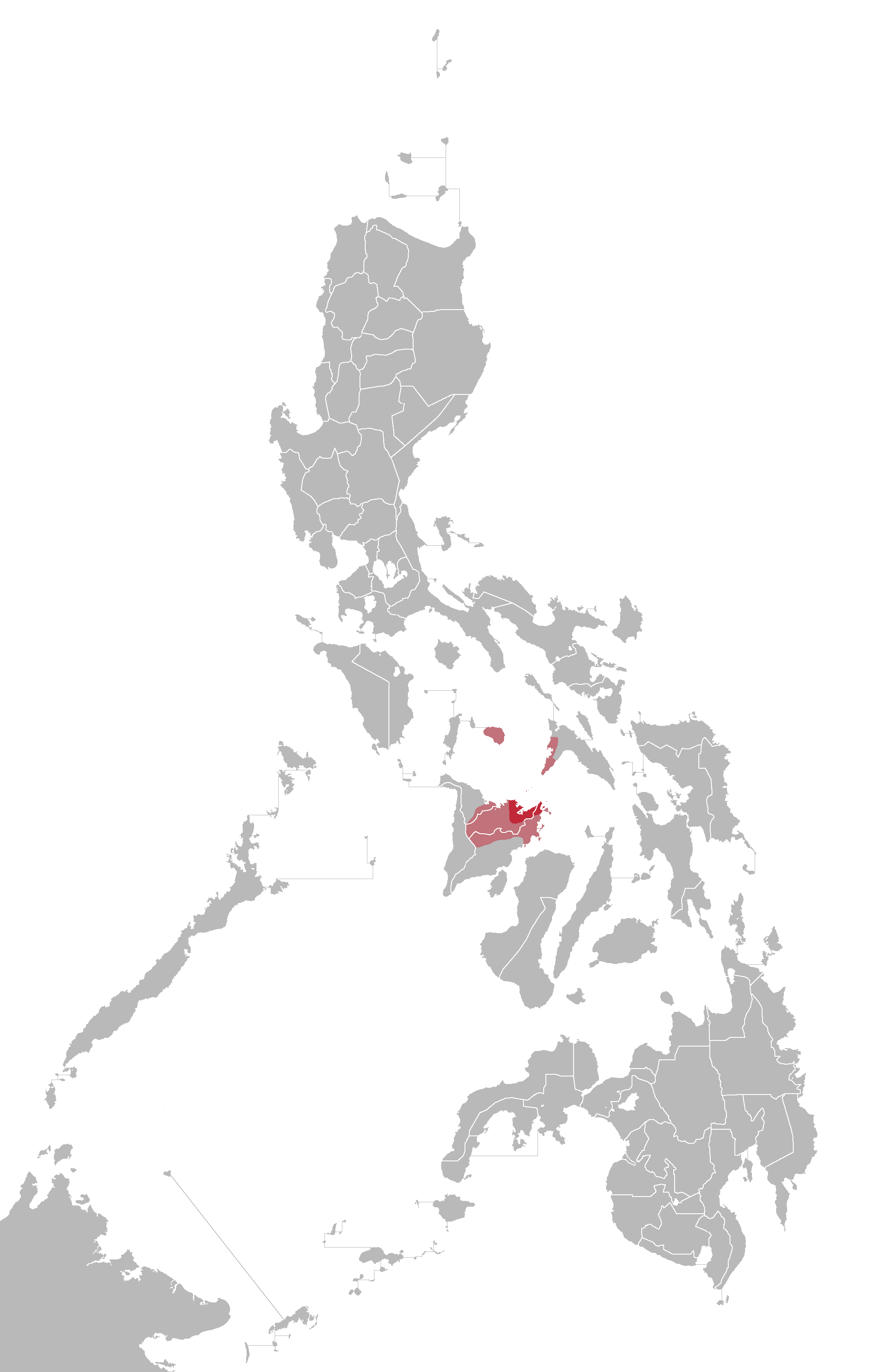
Onde se fala Capiznon nas Filipinas

Capiznon ou Capiceño é uma língua  austronésia regional falada nas Visayas Ocidentais nas Filipinas. Capiznon está concentrada na província de Capiz, no nordeste da ilha Panay É um membro da família das língua bisayanas. As pessoas fazem parte do grupo etnolinguístico mais amplo Visayano, que constituem o maior grupo étnico das Filipinas A linguagem é frequentemente confundida com a língua hiligaynon devido a semelhanças de compreensão dialectológica e de até 91% de inteligibilidade mútua, mas tem um certo sotaque e vocabulário únicos que integram o léxico Waray Aklanon e Waray. Apesar de sua distinta corrompida pronúncia das consoantes laterais aproximantes em relação ao Hiligaynon, uma característica predominante entre os agricultores rurais, a convergência étnica e o cosmopolitismo vêm levando a uma mudança de volta para a pura língua Hailigaynon em prosódia e forma de tonalidade mais lenta e vogais mais suaves e mais longas, principalmente entre as gerações mais jovens.

## Municipalidades falantes de Capiznon

### Capiz
- Roxas City
- Ivisan
- Panay,
- Panitan
- Maayon
- Dao,
- Pilar,
- Mambusao
- Pontevedra
- President Roxas
- Sapi-an
- Sigma
- Cuartero
- Dumarao
- Dumalag
- Jamindan
- Tapaz

### Iloilo
- Batad
- Calinog
- Bingawan
- Lemery
- Passi City
- Lambunao
- Carles
- Estancia
- Sara
- San Rafael
- Concepcion
- San Dionisio
- Balasan
- San Enrique
- Ajuy,
- Dueñass

### Aklan
- Altavas
- Batan
- Balete
- Libacao
- Banga
- Kalibo
- New Washington

### Masbate
- Balud
- Mandaon

## Diferenças lexicais comuns entre as línguas Capiznon e Hiligaynon
| Capiznon              | Hiligaynon             | Português                |
| --------------------- | ---------------------- | ------------------------ |
| yanda                 | subong                 | hoje Agora               |
| ini / mini / muni     | ini / amo ini / amo ni | esta                     |
| ina / mina / muna     | ina / amo ina          | que / estes são nossos   |
| patawa                | kadlaw                 | riso                     |
| palataw-an            | kaladlawan             | engraçado                |
| malukong              | yahong                 | tigela                   |
| ti-aw / dinaskal      | lango-lango            | Piada                    |
| palanggana            | labador                | lavatório                |
| pawa                  | sanag                  | brilhante / luminoso     |
| wakal / hala / hambal | hambal                 | conversar                |
| lagbong / hulog       | hulog                  | outono                   |
| puya                  | bata                   | criança                  |
| pilaw                 | tuyo                   | sonolento                |
| tamarindo             | sambag                 | tamarindo                |
| tangis                | hibi                   | chorar                   |
| laong                 | pahanugot / lisensya   | consentimento            |
| samad                 | guba                   | quebrar / quebrar        |
| siki                  | tiil                   | pé                       |
| mayad                 | maayo                  | bem / bom                |
| gutos                 | lakat / baktas         | viajar a pé              |
| gumangkon             | hinablos               | sobrinho sobrinha        |
| libod                 | lagaw                  | passear                  |
| hamyang               | haya                   | acordar                  |
| umog                  | lagu                   | roupas usadas e sujas    |
| hinipo                | agot                   | filho mais novo          |
| talisik / panalisik   | taliti / panaliti      | garoa / garoa            |
| pinsan                | tingub                 | juntos                   |
| sanduko               | binangon               | bolo                     |
| dalunggan             | talinga                | ouvidos                  |
| kuracha               | tanga                  | barata                   |
| sudlay                | Husay                  | Pente                    |
| pinaisan              | pinamalhan             | peixe marinado           |
| bundol                | manga                  | idiota                   |
| lupos                 | subak                  | ingrediente              |
| dayok                 | ginamos                | pasta de camarão         |
| sim                   | sim                    | telhado de zinco         |
| feno!                 | te!                    | Vejo!                    |
| sili                  | Katumbal               | Pimenta Chili            |
| paukoy / pahimuyong   | pahimunong             | quieto                   |
| latoy                 | balatong               | vagens                   |
| daha                  | tig-ang                | cozinhar arroz           |
| lurop                 | sirop                  | mergulhar debaixo d'água |
| luyo                  | tupad / ingod          | adjacente                |
| kuracha               | tanga                  | barata                   |
| dulog                 | hulid                  | dormir juntos            |
| uyapad                | uma                    | arrozal                  |
| migo / miga           | uyab                   | namorado / namorada      |
| mayad                 | maayo                  | bom                      |
| mayad                 | pali                   | curado / curado          |
| unlan                 | ulunan / ulonan        | travesseiro              |

## Amostra de texto
Este é “O, Capiz”, o hino oficial da província de Capiz. Foi escrito por Charmaine O. Guartero, professora de música da Filamer Christian University, que venceu uma competição patrocinada pela província. Foi apresentada pela primeira vez em público em 23 de junho de 2006.
- O, Capiz duog nga hamili   Dunang manggad sang Dios pinili.   Kadagatan mo kag kabukiran.  Pagatatapon imong kabugana-an.

Capiz matahum nga ngalan.  Sa tagui-pusuon ikaw mapahamtang.  Dumulu-ong ka, o Capizeño man ang kagayun.  Sa gihapon, mahamutan.
Koro: O, Capiz, Capiz  Bisan diin kami padulong   O, Capiz, Capiz   Imo ngalan pagadal-on   Capiz, probinsiya nga pinasahi.    Bilidhon ang mga palanubli-on    Ipadayon, palig-unon, itib-ong Capiznon.     Tanan, magahugpong.
Português
- Oh, amado Capiz Pelo poder de Deus As montanhas e os mares, São bem cuidados. Capiz, que nome bonito.

Seu coração estará em paz. Venha, oh, Capiznon, você ainda será. Agora e sempre.
Coro: Oh Capiz, Capiz Onde quer que possamos ir Oh Capiz, Capiz Vamos levar o seu nome Capiz, a província excepcional Vamos continuar a tradição Como orgulhosos Capizons Todos se unem.

## Lígações externas
- Capiznon em Omniglot.com
- Capiznon em Ethnologhe
- Site de Capiznon
- Capiznon em Our Islanda, Our people